# Perucryptus titschacki
Perucryptus titschacki är en mångfotingart som beskrevs av Karl Wilhelm Verhoeff 1941. Perucryptus titschacki ingår i släktet Perucryptus och familjen fingerdubbelfotingar. Inga underarter finns listade i Catalogue of Life.